# Arlebrook
Arlebrook – wieś w Anglii, w hrabstwie Gloucestershire. Leży 11 km na południe od miasta Gloucester i 151 km na zachód od Londynu.